# Goniacidalia furciferata
Goniacidalia furciferata là một loài bướm đêm trong họ Geometridae.